# Corticea
Corticea is een geslacht van vlinders van de familie dikkopjes (Hesperiidae), uit de onderfamilie Hesperiinae.

## Soorten
- C. corticea (Plötz, 1883)
- C. graziellae Bell, 1959
- C. immocerinus (Hayward, 1934)
- C. lysias (Plötz, 1883)
- C. mendica (Mabille, 1897)
- C. oblinita (Mabille, 1891)